# Паризи, Фабиано
Фабиано Паризи (итал. Fabiano Parisi; 9 ноября 2000, Солофра) — итальянский футболист, левый защитник клуба «Фиорентина», выступающего в итальянской серии А.
Получил прозвище «Il pendolino di Serino» (рус. «Пендолино ди Серино») от одноклубников и фанатов клуба «Авеллино 1912», за который выступал в 2018—2020 гг., став любимчиком публики.

## Клубная карьера
Родился 9 ноября 2000 в городе Солофра. Начинал заниматься футболом в командах «Об Ирпении» и «Вигори Перконте», а в 2017—2018 годах — в академии «Беневенто».
Во взрослом футболе дебютировал в 2018 выступлениями на условиях аренды за «Авеллино 1912». По результатам сезона 2018/19 помог команде завоевать повышение в классе до Серии C, после чего клуб выкупил контракт игрока. В течение сезона 2019/20 юноша уже был игроком основного состава на уровне третьего дивизиона.
Летом 2020 года перешел во второлиговый «Эмполи», где также имел регулярную игровую практику и получил повышение в классе на этот раз в элитный итальянский дивизион. Таким образом, за три года проделал путь с четвертого до первого дивизиона и в течение сезона 2021/22 добавил в свой актив 25 матчей в Серии A.
14 июля 2023 года футболист на постоянной основе перешел в клуб «Фиорентина».

## Карьера в сборной
С 2021 привлекается в состав молодежной сборной Италии. На молодежном уровне сыграл в пяти официальных матчах.